# Insolentipalpus phanerograpta
Insolentipalpus phanerograpta är en fjärilsart som beskrevs av George Francis Hampson. Insolentipalpus phanerograpta ingår i släktet Insolentipalpus och familjen nattflyn. Inga underarter finns listade i Catalogue of Life.